# Telmatactis panamensis
Telmatactis panamensis är en havsanemonart som först beskrevs av Addison Emery Verrill 1869.  Telmatactis panamensis ingår i släktet Telmatactis och familjen Isophelliidae. Inga underarter finns listade i Catalogue of Life.